# Bandera de Europa
La bandera de Europa,  bandera europea o bandera de la Unión Europea es un símbolo que representa la unión de los Estados y las naciones europeas, siendo actualmente la bandera oficial de la Unión Europea. Fue asumida como tal por primera vez en 1955 por el Consejo de Europa (que es una organización política independiente de la Unión). Si bien ambas organizaciones reconocen la bandera, más frecuentemente se asocia con la Unión Europea debido al fuerte uso de la enseña que ha hecho desde su aprobación, incluyéndose en las instituciones, actos y documentos oficiales. Fue diseñada en 1955 por Arsène Heitz, un pintor de Estrasburgo, y aprobada el 8 de diciembre de ese mismo año por el Consejo de Europa, que animó a otras instituciones europeas a adoptar esa misma bandera. El Parlamento Europeo la aceptó en 1983. Finalmente, en 1985 la insignia fue adoptada por el Consejo Europeo como emblema oficial de las Comunidades Europeas cuyas instituciones la utilizan desde 1986.
La bandera está formada por un círculo de doce estrellas doradas —este número simboliza la perfección, lo completo y la unidad— sobre fondo azul. Como el número de estrellas no tiene nada que ver con el número de Estados miembros, la bandera no cambia con las ampliaciones de la UE. No obstante, tras aprobación del Tratado de Lisboa los símbolos de la Unión Europea no son jurídicamente vinculantes para los países miembros, dieciséis países pertenecientes a la UE han declarado su lealtad a estos símbolos en una declaración anexa al documento, comprometiéndose a su utilización en instituciones y actos públicos. También el Parlamento Europeo modificó su reglamento interno a fin de utilizar los símbolos más frecuentemente.
A pesar de ser el Consejo de Europa la primera institución en adoptar la bandera, desde mayo de 1999 dejó de utilizarla al haberse convertido en un «símbolo europeo común», para pasar a emplear otro emblema personalizado.

## Historia

### Búsqueda de un símbolo común
Antes del desarrollo de las instituciones políticas las banderas que representaban a Europa se limitaban a los movimientos de unificación. Las más populares fueron la bandera del Movimiento Europeo (Una gran letra «E» verde sobre fondo blanco) y la de la Unión Internacional Paneuropea. Con el desarrollo de los organismos europeos, además de la del Consejo de Europa, llegaron otros emblemas y banderas. Ninguno de ellos tuvo la intención de representar a una Europa más amplia –con la excepción del Consejo– y acabaron siendo sustituidas por la actual bandera europea.
La búsqueda de un símbolo por parte del Consejo de Europa comenzó en 1950 cuando se creó un comité que examinaría la cuestión de la bandera europea. Hubo numerosas propuestas, pero se repetía la temática de círculos y estrellas. El conde Richard Nikolaus Graf von Coudenhove-Kalergi propuso la adopción de la bandera Unión Paneuropea, que consistía en un fondo azul donde se situaba un círculo naranja central con una cruz roja, y que había sido aprobada recientemente por la Unión Parlamentaria Europea. Debido al simbolismo religioso de la cruz, fue rechazada por Turquía (que era miembro del Consejo de Europa desde 1949). Kalergi entonces sugirió añadir una media luna para el diseño transversal y superar así las objeciones musulmanas. También se propuso la bandera del Movimiento Europeo, y otro diseño basado en los anillos olímpicos que estaría formado por ocho anillos plateados sobre fondo azul. Esta propuesta fue rechazada porque los anillos podrían relacionarse con los eslabones de una cadena, con discos o con ceros. Una propuesta de Carl Weidl Raymon fue la de una gran estrella amarilla sobre fondo azul, pero fue rechazada debido a la similitud con la bandera de Burnet adoptada en 1830 por Texas y con la bandera del Congo Belga.

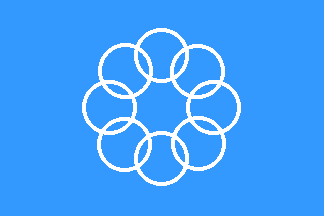
Propuesta de bandera con un círculo de anillos.
Bandera del Movimiento Europeo.
Bandera original de la Unión Internacional Paneuropea.
Bandera actual de la Unión Internacional Paneuropea.

### Primera adopción de la bandera europea

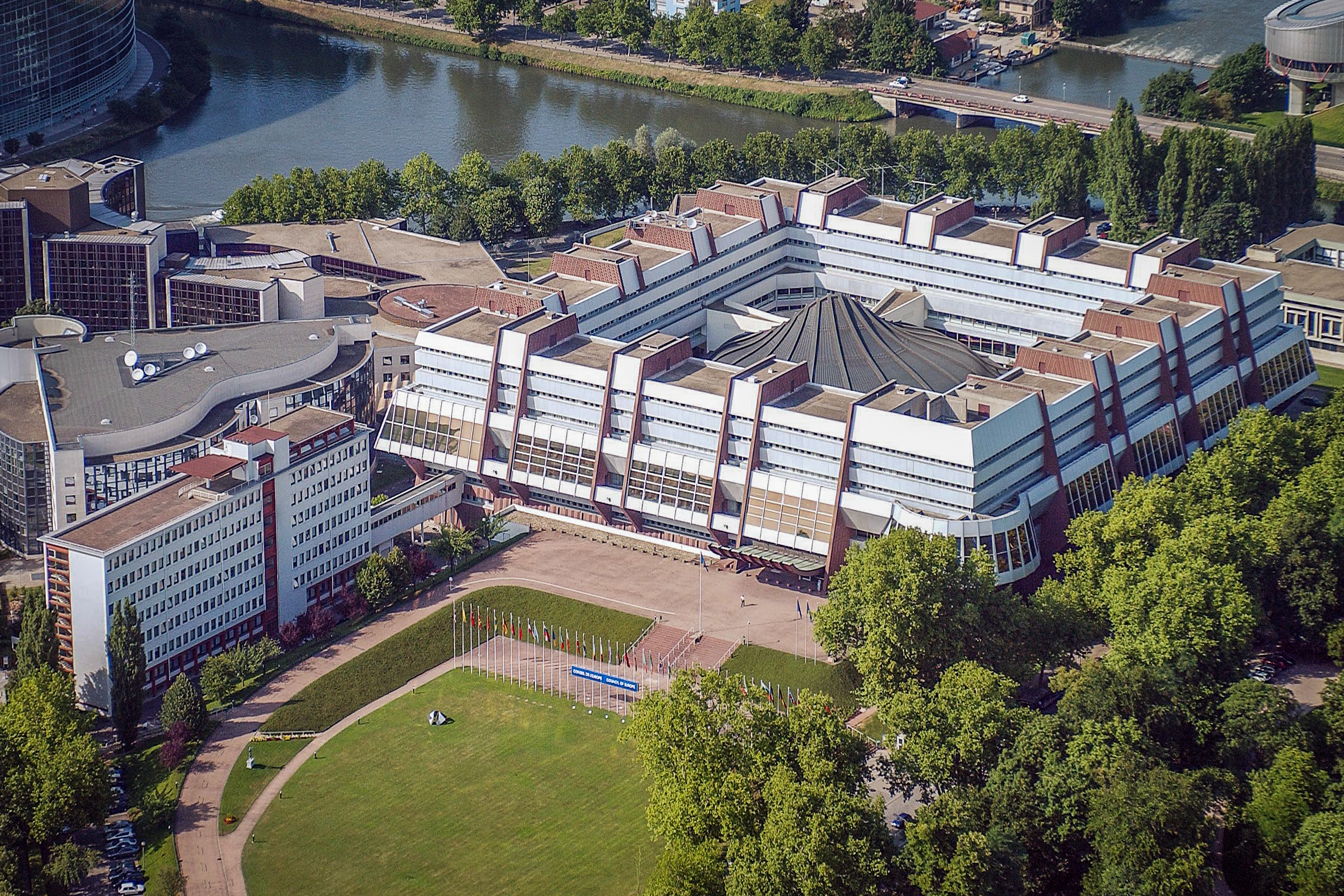
El Consejo de Europa fue la primera institución en adoptar la bandera europea.

La Asamblea Consultiva (un comité creado expresamente para la ocasión, cuyos representantes principales fueron Rober Bichet, vicepresidente del consejo; Fritz Erler y Karl Wistrand, además de otros tres expertos heráldicos) redujo el número de opciones a dos diseños. Uno fue creado por Salvador de Madariaga, el fundador del Colegio de Europa, quien sugirió una constelación de estrellas sobre fondo azul (posicionadas según las capitales de los Estados miembros, con una gran estrella para Estrasburgo, la sede del Consejo). Él hizo circular esta bandera por distintas capitales europeas y consiguió distintos apoyos. La segunda opción era una variante sobre la primera del pintor Arsène Heitz, quien trabajó en el servicio postal del Consejo de Europa y envió docenas de propuestas. El diseño de esta bandera era similar al propuesto por Madariaga, pero en lugar de una constelación, las estrellas estaban dispuestas en un círculo. La Asamblea Consultiva se decantó por esta versión (eligiendo un número de quince estrellas, una por cada estado miembro del Consejo de Europa) y recomendó al Consejo su adopción.
El Comité de Ministros (el principal cuerpo de toma de decisiones del Consejo de Europa) estaba de acuerdo con la Asamblea en que la bandera debería ser un círculo de estrellas, pero el número quince fue una fuente de problemas. Finalmente, el número doce fue elegido por Paul Michel Gabriel Lévy quien dibujó el mismo diseño que utiliza la bandera hoy en día. La Asamblea Parlamentaria del Consejo de Europa aprobó esta bandera el 25 de octubre de 1955. Fue finalmente adoptada el 8 de diciembre de ese mismo año y presentada al público en el Château de la Muette de París el 13 de diciembre de 1955.

### Banderas de las Comunidades Europeas
La Comunidad Europea del Carbón y del Acero (CECA) fue la primera organización internacional que intentaba agrupar a los estados europeos. Fue promovida y alentada desde 1950 por los franceses Robert Schuman, entonces ministro de Relaciones Exteriores de Francia, y Jean Monnet, negociador designado por el gobierno francés y más tarde primer presidente de la Alta Autoridad (organismo rector) de la CECA.
Esta fue, tras el Consejo de Europa, la segunda gran organización en adoptar una bandera, que fue presentada en la Expo de Bruselas de 1958.

Bandera de la CECA desde 1958 a 1972, con seis estados miembros.
Bandera de la CECA desde 1973 a 1980, con nueve estados miembros.
Bandera de la CECA desde 1981 a 1985, con diez estados miembros.
Bandera de la CECA desde 1986 a 2002, con doce estados miembros.

Bandera del Parlamento Europeo hasta 1983.

La bandera tenía dos franjas, azul en la superior y negra en la inferior, con seis estrellas doradas (serían plateadas tras 1973), tres en cada franja. El color azul hacía referencia al acero y el negro al carbón, mientras que las estrellas simbolizaban los seis Estados miembros. El número de estrellas se incrementó con la incorporación de nuevos estados a la organización, hasta que fue fijado en doce en 1986. Cuando el tratado constitutivo de la CECA expiró en 2002, la bandera fue retirada de la sede de la Comisión Europea en Bruselas y reemplazada por la bandera europea.
El Parlamento Europeo también usó su propia bandera desde 1973, pero nunca la adoptó formalmente. Dicha enseña cayó en desuso con la adopción de la bandera actual en 1983 por el Parlamento. La bandera seguía el esquema de colores azul y amarillo, aunque en lugar de doce estrellas tenía las siglas "EP" y "PE" (las iniciales del Parlamento Europeo en las seis lenguas comunitarias) rodeadas por una corona de laurel.

### Adopción por las Comunidades Europeas y la Unión Europea

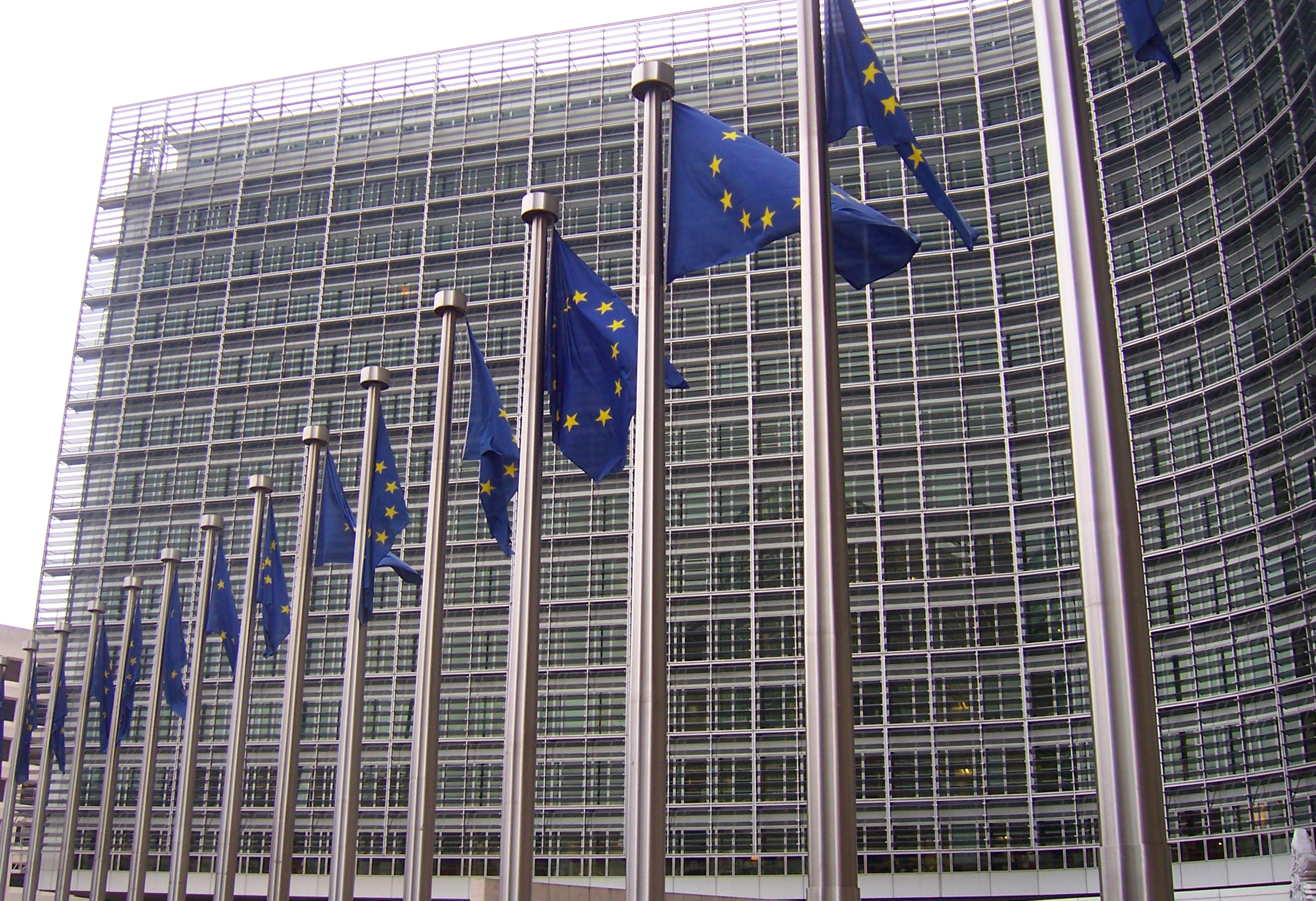
Banderas europeas ondeando en el Edificio Berlaymont, sede de la Comisión Europea.

Tras la Exposición General de primera categoría de Bruselas de 1958, la bandera diseñada por Arsène Heitz se popularizó y el Consejo de Europa presionó a otras organizaciones europeas para que adoptasen la bandera como símbolo de unidad. El Parlamento Europeo tomó la iniciativa en la búsqueda de una bandera para que fuese adoptada por las Comunidades Europeas. Poco después de las primera elecciones directas en 1979 se presentó un proyecto sobre el tema que proponía tomar como bandera la del Consejo de Europa y el 11 de abril de 1983 fue aprobado por el Parlamento Europeo.

Logotipo del Consejo de Europa

Durante la cumbre de Fontainebleau el Consejo Europeo de 1984, formado por los líderes políticos de las Comunidades, destacó la importancia de promover una imagen y una identidad europeas a los ciudadanos y al mundo. Al año siguiente, el Consejo Europeo celebrado en Milán aprobó una propuesta del Comité para la Europa de los Pueblos (Comité Adonnino) en favor de adoptar la bandera europea
Tras la autorización del Consejo de Europa, las comunidades empezaron a utilizar la enseña a partir de 1986, instalándose por primera vez en la sede de la Comisión Europea el 29 de mayo de 1986. La Unión Europea, que sustituyó con la firma del Tratado de Maastricht en 1992 a las Comunidades Europeas y sus funciones, también adoptó la bandera. Desde ese momento, el uso de la bandera ha sido controlado conjuntamente por el Consejo de Europa y la Unión Europea hasta que el Consejo de Europa decidió dejar de utilizarla desde mayo de 2009 al haberse convertido en un "símbolo europeo común", para pasar a emplear otro anagrama personalizado; por lo que desde entonces el uso oficial de la bandera lo ejercen las instituciones de la Unión Europea.

### El proyecto de la Constitución Europea
El Tratado por el que se establece una Constitución para Europa (conocido como Constitución Europea o Tratado Constitucional) fue un tratado internacional no ratificado destinado a crear una constitución consolidada para la Unión Europea (UE). De haber sido aprobado, habría reemplazado los tratados existentes de la UE con un solo texto, otorgando fuerza legal a la Carta de los Derechos Fundamentales, y ampliado la votación a mayoría cualificada en áreas de política que previamente se habían decidido por unanimidad entre los Estados miembro de la Unión.

### Símbolos en el Tratado de Lisboa
En la declaración n° 52 del Tratado de Lisboa firmado en 2007, la mayoría de los Estados miembro de la UE manifestaron que la bandera, el himno, la  divisa, el Día de Europa, y el Euro en tanto que moneda de la UE, “seguirán  siendo, para  ellos, los símbolos de la pertenencia común de los ciudadanos a la UE y de su relación con ésta”.

## Utilización

### Unión Europea

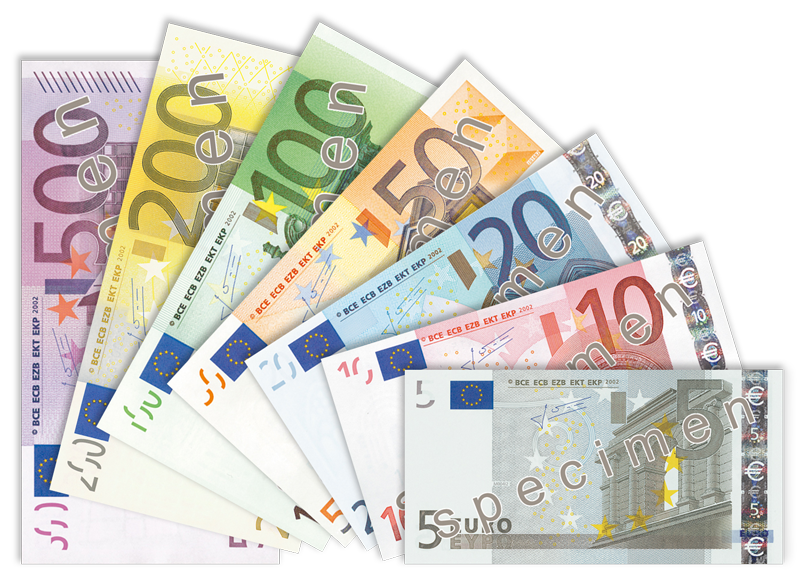
Todos los billetes de euro muestran una bandera europea en su esquina superior izquierda.

La bandera simboliza la Unión Europea en su conjunto, aunque todos los demás cuerpos y agencias de la Unión Europea tienen sus propios logotipos, frecuentemente inspirados por el diseño y los colores de la bandera.
Como parte de la utilización por parte de las instituciones de la Unión Europea, la bandera aparece en todos los billetes de euro. Las monedas, en cambio, aunque no presentan la bandera como tal sí que muestran el círculo de doce estrellas tanto en las caras nacionales como en la común; y la bandera europea se emplea a veces como distintivo de la eurozona.
La bandera también aparece en los documentos de identidad europeos, licencias de conducción y en las matrículas automovilísticas de la Unión Europea.

#### Protocolo

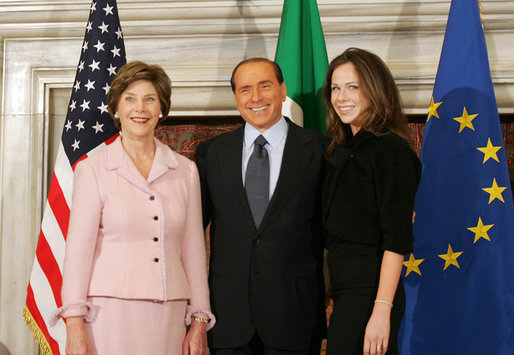
En países como Italia se muestra la bandera europea junto a la bandera nacional en ceremonias, actos oficiales y edificios públicos.

Es obligatorio que la bandera se utilice en cada discurso o acto público de los presidentes de las instituciones comunitarias y de los presidentes de los Estados miembros. Se utiliza frecuentemente en las reuniones oficiales entre los dirigentes de un Estado miembro de la Unión Europea con otro, u otro país extranjero (la bandera nacional y la bandera europea aparecen juntas). Mientras que normalmente la bandera nacional tiene prioridad sobre la bandera europea en el contexto nacional, en las reuniones entre líderes de la UE esto difiere. Por ejemplo, el código de la bandera italiana expresamente sustituye la preferencia de la bandera de Italia por la europea cuando se reciben a mandatarios de otros Estados de la Unión; lo que quiere decir que en un grupo de tres banderas, la europea se situaría en medio en lugar de la italiana.
La bandera es ondeada por el gobierno del país que ostenta la presidencia rotatoria del Consejo de la Unión, aunque en 2009 el presidente checo Václav Klaus, un euroescéptico, se negó a enarbolar la enseña en el Castillo de Praga. En respuesta a esto y a su postura negacionista del cambio climático, Greenpeace proyectó una imagen gigante de la bandera en el castillo y en el Puente Carlos y trató de izar la bandera en los propios edificios.
En el uso nacional, por lo general el protocolo señala que la bandera del Estado tiene prioridad sobre la europea, que se muestra normalmente a su derecha desde la perspectiva del observador. En las ocasiones en las que la bandera de la Unión Europea se emplea junto con las demás banderas nacionales de la UE, estas últimas se colocan en orden alfabético (según su nombre en el idioma principal del Estado) y la bandera europea al principio de ellas o al final.
Tal es así que prácticamente todos los edificios públicos (ministerios, administraciones, ayuntamientos, etc) ondean la bandera nacional junto a la europea.
La Comisión Europea recomienda situar la bandera europea en un lugar destacado de los edificios públicos los días 25 de marzo (aniversario de la firma de los tratados de Roma) y el 9 de mayo (Día de Europa), así como en cualquier acto o celebración de carácter europeísta o promovido por las instituciones europeas.

#### Uso militar y naval

Gallardete de los buques de inspección de pesca de la EFCA.

La bandera europea se emplea en operaciones militares navales de la Unión Europea; sin embargo, no se emplea como pabellón civil. Un miembro del Parlamento Europeo presentó una propuesta en una comisión temporal del Parlamento Europeo para que los pabellones civiles de las naciones de la UE pudiesen ser sustituidos o complementados por la bandera europea, pero esta propuesta fue rechazada por el Parlamento en 2004, y por tanto la bandera europea no se usa como pabellón.
Los equipos de inspección pesquera de la Agencia Europea de Control de la Pesca llevan un gallardete distintivo que los identifica, además de portar el pabellón nacional del país bajo cuya jurisdicción está el barco y la europea como conplementaria. Este gallardete triangular, azul y amarillo, fue adoptado el 20 de mayo de 1978.

#### Utilización más amplia
La bandera europea fue concebida con la intención de representar a Europa en su sentido más amplio. En particular, la bandera se ha convertido en un símbolo del europeísmo fuera de la propia Unión Europea, por ejemplo, en Georgia, que no pertenece todavía a la Unión pero donde la bandera se encuentra en la mayoría de los edificios del gobierno desde la llegada al poder de Mijaíl Saakashvili, que incluso la utilizó durante su toma de posesión diciendo: «la bandera europea es también la bandera de Georgia, así como en cuanto encarna nuestra civilización, nuestra cultura, la esencia de nuestra historia y perspectiva, y nuestra visión para el futuro de Georgia».
También se utiliza como un emblema a favor de la democracia en países como Bielorrusia, donde se ha utilizado en las marchas de protesta junto a la antigua bandera prohibida nacional y las banderas de los movimientos de oposición. La bandera fue ampliamente utilizada en 2007 en una "Marcha Europea" en Minsk, en la que los manifestantes se congregaron en apoyo de la democracia y la adhesión a la UE.
La bandera también se usa en la equipación deportiva y como representación en deportes donde un equipo unificado representa a Europa, como ocurre en torneos como la Ryder Cup o la Mosconi Cup.

## Diseño

### Descripción
- Descripción simbólica: Sobre un fondo de cielo azul, doce estrellas doradas forman un círculo, signo de la unión de los pueblos de Europa. Las estrellas son invariablemente doce, símbolo de perfección y unidad.[4]

- Descripción heráldica: Sobre campo azur, un círculo formado por doce estrellas de oro de cinco puntas, cuyas puntas no se tocan entre sí.[4]

### Especificaciones
- Diseño y proporciones de la bandera: La bandera es rectangular de color azul cuya longitud equivale a una vez y media su anchura.[4]

- Ubicación de las estrellas: Doce estrellas doradas equidistantes forman un círculo imaginario cuyo centro se sitúa en el punto de intersección de las diagonales del rectángulo. El radio del círculo equivale a 1/3 de la anchura de la bandera.[4]

- Diseño y proporción de las estrellas: Cada una de las estrellas de cinco puntas se inscribe en un círculo imaginario cuyo radio equivale a 1/18 de la anchura de la bandera.[4]

- Orientación de las estrellas: Todas las estrellas están en posición vertical, esto es, con una punta dirigida hacia arriba y otras dos sobre una línea recta imaginaria, perpendicular al asta de la bandera. La disposición de las estrellas se corresponde con la de las horas en la esfera de un reloj, y su número (doce) es invariable.[4]

### Colores
El principal color de la bandera es el azul oscuro (Reflex Blue, una mezcla de cian y magenta), mientras que las estrellas doradas están representadas de amarillo. Los colores están regulados acorde al sistema de colores de Pantone.
|        | PMS         | Modelo de color RGB aprox. | Modelo de color RGB aprox. | Modelo de color RGB aprox. | Hexadecimal | Modelo de color CMYK | Modelo de color CMYK | Modelo de color CMYK | Modelo de color CMYK |
| rojo   | PMS         | verde                      | azul                       | cian                       | Hexadecimal | magenta              | amarillo             | negro                |                      |
| Azul   | Reflex blue | 0                          | 51                         | 153                        | 003399      | 100%                 | 80%                  | 0%                   | 0%                   |
| Dorado | Yellow      | 255                        | 204                        | 0                          | FFCC00      | 0%                   | 0%                   | 100%                 | 0%                   |

#### Representación en monocromo
Se han establecido dos versiones normalizadas de la bandera para usarlas cuando solo se disponga de un color, generalmente en documentación impresa. En el caso en el que el único color disponible sea el negro, la superficie del rectángulo deberá delimitarse con un borde negro y las estrellas serán de color negro sobre el fondo blanco. Si solo se dispone de color azul, que deberá ser Reflex Blue obligatoriamente, el mismo color que la bandera habitual, este se utilizará como fondo de color y las estrellas se reproducirán en color blanco.

Bandera oficial.
Bandera en monocromo azul.
Bandera en monocromo negro, con borde negro.

### Número de estrellas
El número de estrellas en la bandera se fijó en doce, y no está relacionado con el número de Estados miembros de la UE. Esto se debe a que originalmente fue la bandera del Consejo de Europa, y no tiene una relación con la Unión Europea. Con las ampliaciones hay un número cada vez mayor de Estados que pertenecen a la UE (actualmente la Unión Europa está formada por 27 países).
En 1953, el Consejo de Europa tenía 15 miembros y se propuso que la futura bandera debía tener una estrella por cada miembro y que a partir de entonces no cambiaría en función de los futuros miembros. Sin embargo, la República Federal de Alemania se opuso a esto puesto que uno de los Estados miembros, Sarre, era una zona en disputa y el tener su propia estrella implicaría la soberanía de la región. Finalmente, el número doce fue aprobado como un símbolo de la perfección, de lo completo y de la unidad:

### Errores frecuentes
Uno de los errores más frecuentes a la hora de representar la bandera de la Unión Europea suele consistir en situar un número correcto de estrellas, en la ubicación adecuada, pero orientadas erróneamente. Las estrellas habrán de trazar una perpendicular respecto a la base con su punta superior, no pudiendo tener, bajo ningún concepto, orientaciones distintas. Es erróneo por tanto representar las estrellas de manera que van rotando dependiendo de su posición en la circunferencia.

Bandera correcta.
Bandera incorrecta. Se encuentra invertida.[57]
Bandera incorrecta. Las estrellas deben dirigir una punta hacia arriba.[57]
Bandera incorrecta. Las estrellas se encuentran mal posicionadas.[57]

### Posible interpretación religiosa

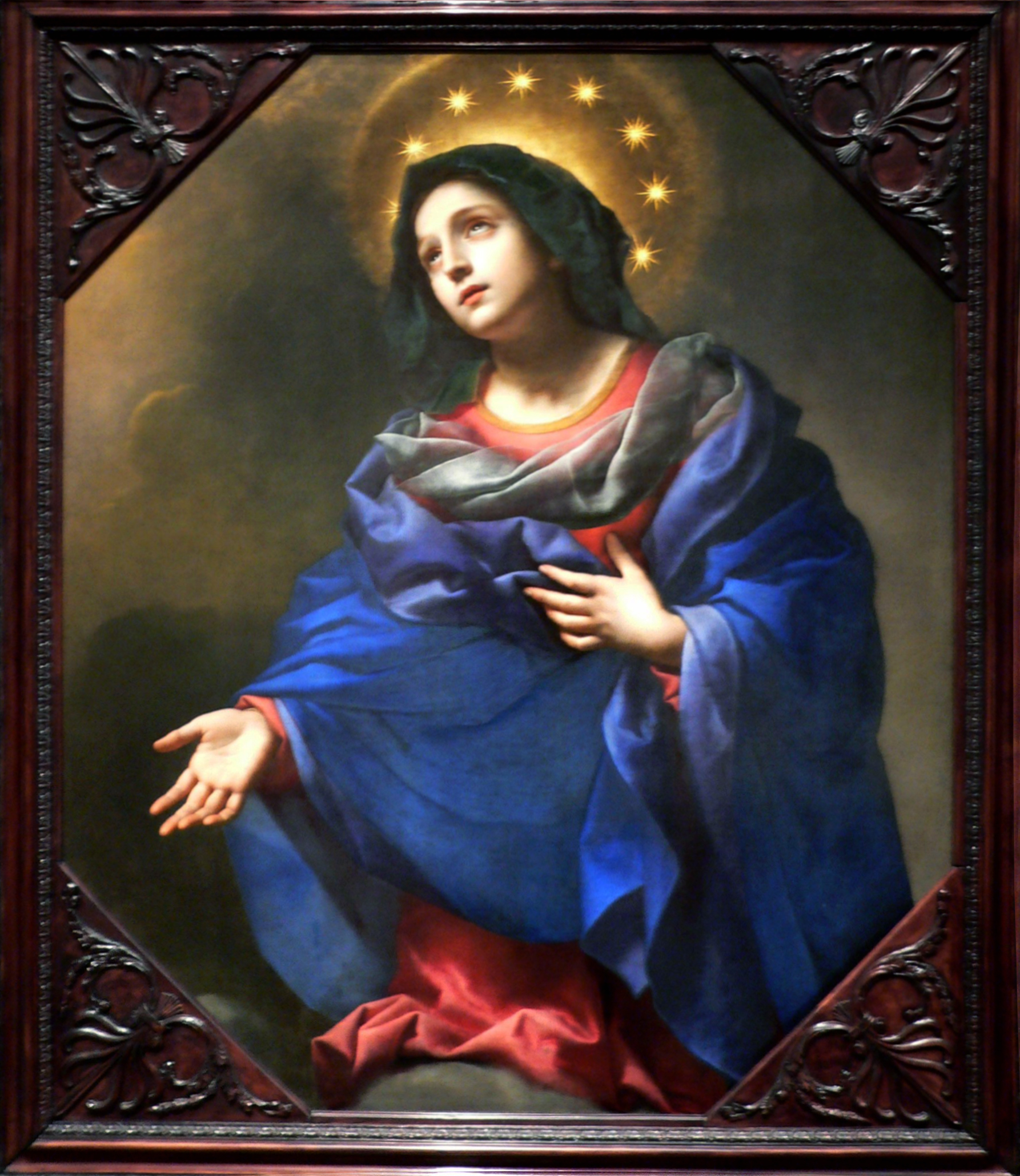
Madonna en Gloria

Si bien la bandera fue presentada por el presidente del Consejo de Europa Liam Cosgrave el 13 de diciembre de 1955 bajo el lema de que «esta bandera no representa ni países, ni estados ni razas» y que ni las estrellas ni el fondo azul son propiamente símbolos religiosos, hay personas que defienden la presencia de un simbolismo católico en ella.
Esto se debe a que el propio autor del diseño, Arsène Heitz, declaró en 2004 en la revista Lourdes Magazine haberse inspirado al leer pasaje del Libro del Apocalipsis con el texto «Y apareció en el cielo un gran signo: una Mujer revestida del sol, con la luna bajo sus pies y una corona de doce estrellas en su cabeza» (Ap 12:1).
Esta simbología de una corona duodecastelada suele aparecer en algunas representaciones del arte católico, lo que, junto con el hecho de que la bandera fue aprobada un 8 de diciembre, día de la Inmaculada (aunque fuese presentada a la prensa tres días después) y que posteriormente el Consejo de Europa inauguró un vitral para la catedral de Estrasburgo en la que aparecen las doce estrellas del emblema europeo; ha llevado a algunos a creer en la presencia de simbolismo cristiano en el emblema europeo, a pesar de que el mismo Paul Lévy, que había ayudado en el diseño de la bandera y fue director de prensa del Consejo de Europa, afirmase que no había ninguna intención religiosa al elegir el círculo de doce estrellas.

## Diseños derivados

Desde 2009 el Consejo de Europa usa un emblema propio basado en la bandera europea.

El diseño de la bandera europea ha sido empleado ampliamente en variaciones, como las mencionadas anteriormente, y también en un mayor uso como el que hacía la bandera de la Unión Europea Occidental (UEO), que usaba los mismos colores y también las estrellas pero con un número de estrellas basado en el número de miembros de este organismo. También incluía las iniciales de la Unión Europea Occidental en dos idiomas.
La bandera de Bosnia y Herzegovina no tiene una relación tan fuerte como la bandera de la UEO, sino que fue inspirada en parte por la participación europea en Bosnia y Herzegovina y las propias aspiraciones de este estado. Utiliza los mismos colores azul y amarillo y también estrellas como referencia directa a los elementos de la bandera europea, aunque de un número y un color diferente.
Del mismo modo, Kosovo usa los colores azul y amarillo en su enseña, así como estrellas en referencia a la bandera europea, simbolizando sus ambiciones europeas; esto es, la pertenencia a la Unión Europea. Kosovo, al igual que Bosnia y Herzegovina, tiene una fuerte participación de la Unión Europea en sus asuntos ya que la Unión Europea asume el papel de supervisor tras su declaración de independencia en 2008.

Bandera de la Unión Europea Occidental.
Bandera de Bosnia y Herzegovina.
Bandera de Kosovo.